# Уиннетка
Уинне́тка (англ. Winnetka) — деревня в округе Кук, штат Иллинойс, расположенная в 26 км к северу от центра Чикаго, на юго-западном побережье озера Мичиган.
В 2007 году на CNN Money Уиннетка получила 4-е место в рейтинге 25 населённых пунктов США с наибольшим заработком и была охарактеризована как «одно из лучших мест для жизни».

## История
Первые поселенцы в этой местности появились в 1836 году. Тогда Эраст Паттерсон, его жена Зерау и пятеро сыновей присоединились к каравану из Вермонта, который двигался в западном направлении, остановившись на ночь на лесистом холме (ныне Парк Ллойд). Паттерсоны были настолько очарованы этим местом, что решили здесь поселиться. Они открыли таверну для обслуживания пассажиров железнодорожного сообщения Green Bay Trail, которая стала известна как Таверна Паттерсона. Так был создан первый бизнес в Уиннетке.

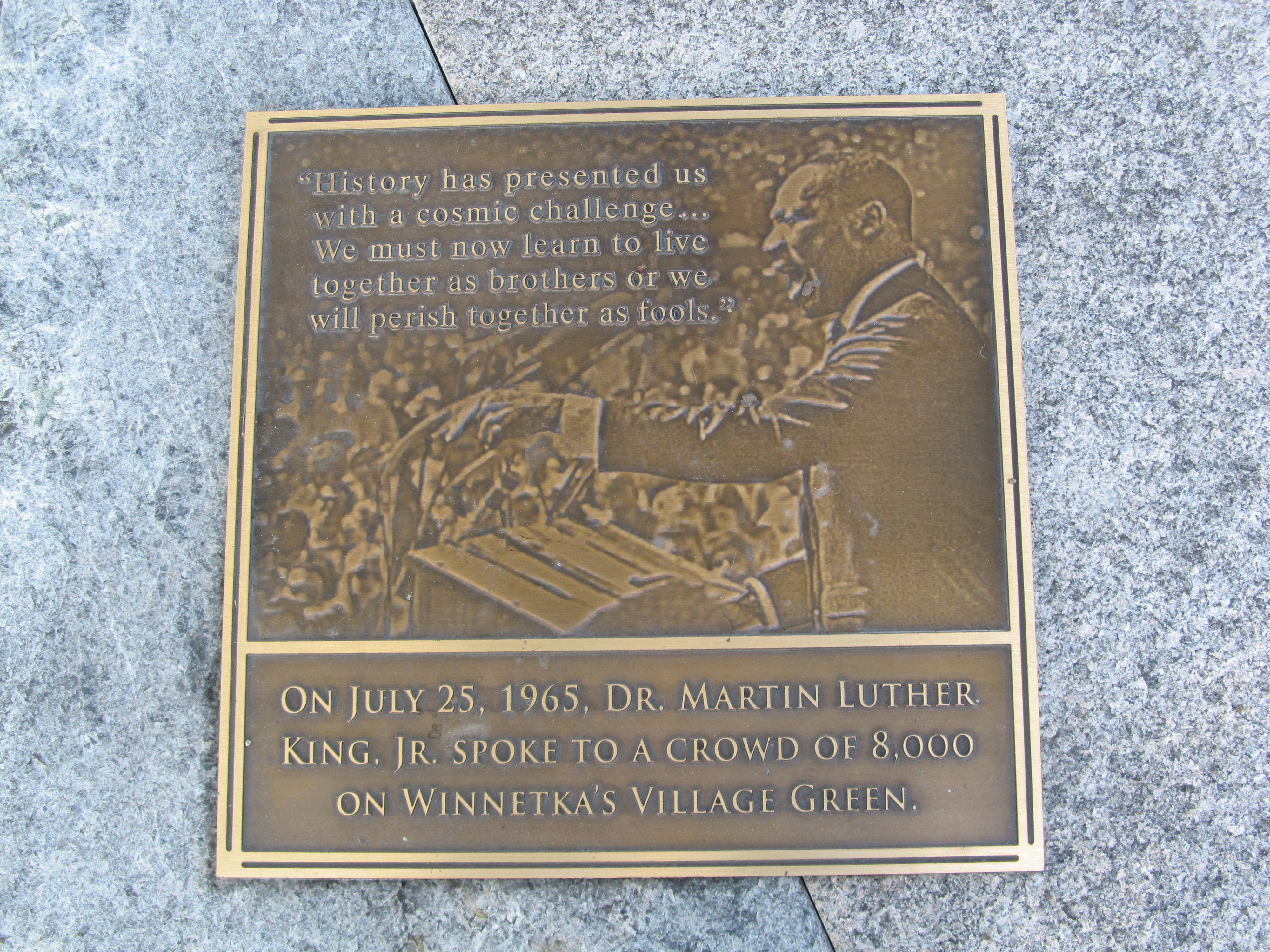
«Теперь мы должны научиться жить вместе, как братья, или мы погибнем вместе, как дураки». Памятная доска, посвящённая выступлению Мартина Лютера Кинга в 1965 году.

В 1854 году, в ожидании строительства железной дороги «Chicago, Milwaukee, St. Paul and Pacific Railroad» (в конце XX века вошла в состав Union Pacific Railroad), проходящей через поселение, Чарльз Пек и Уолтер Герни — президент железной дороги, создали подразделение «Уиннетка». Сара Пек, жена Чарльза, в 1856 году организовала первую частную школу в доме на углу Элм-стрит и Шеридан-роуд. Первая публичная школа была основана в 1859 году.
Деревня зарегистрирована 10 марта 1869 года под названием «Уиннетка» (англ. Winnetka), что на языке коренных американцев означает «прекрасная земля». На тот момент в ней проживали 450 человек
В 1965 году в Уиннетке выступал Мартин Лютер Кинг. На деревенской площади в парке, где он произнёс речь, ему посвящена памятная доска.
Старейший дом в Уиннетке — Шмидт-Бернем, в 2003 году он был перемещён с прежнего места на Тауэр-роуд на новое — Кроу Айленд Вудс.
В деревне находятся поместья и дома, разработанные выдающимися американскими архитекторами, среди которых: Джордж Вашингтон Махер, Уолтер Бёрли Гриффин, Роберт Сейфарт и другие.

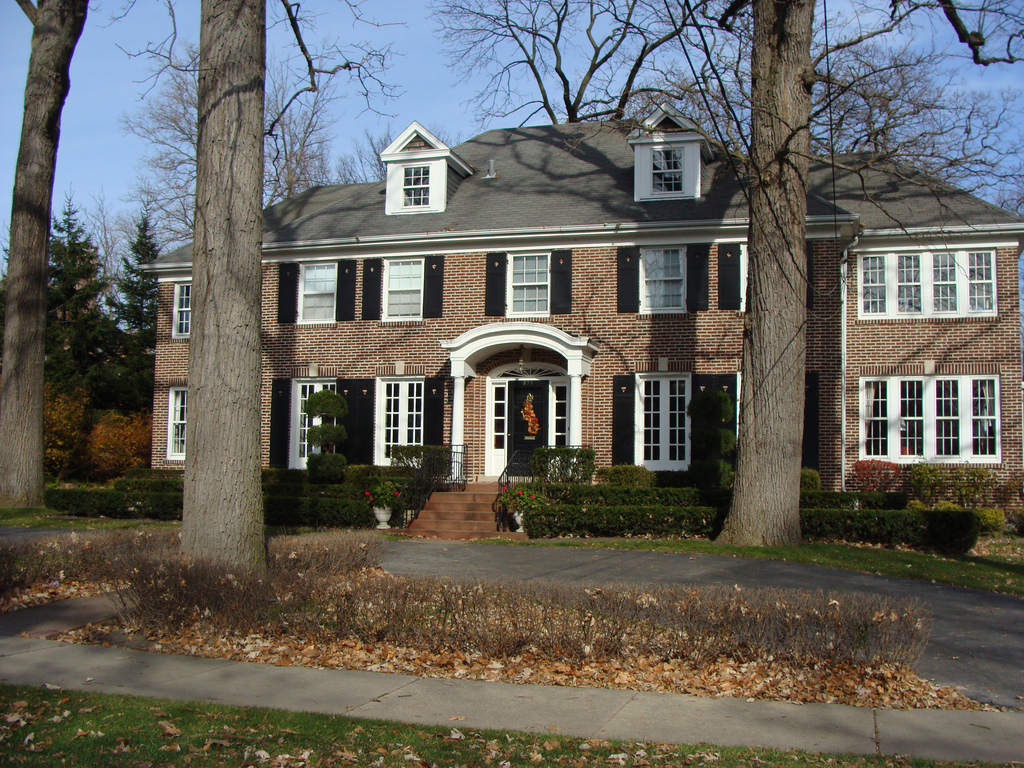
Дом Маккаллистеров из фильма «Один дома» в Уиннетке

Одной из достопримечательностей штата Иллинойс стал дом по адресу Линкольн-Авеню, 671, получивший известность как «Дом Маккаллистеров», благодаря фильмам «Один дома» и «Один дома 2».
Он был построен в 1920-х годах, имеет 5 спален, 3,5 ванных комнат, обустроенный чердак, камин, отдельный двойной гараж и оранжерею. В январе 1989 года — незадолго до съёмок первого фильма — дом был приобретён семьёй Абендшин за 875 тысяч долларов, которая в 2011 году выставила его, и в марте 2012 дом был куплен за 1,585 млн долларов.
Уиннетка, расположенная на живописном берегу озера Мичиган, сохранила свою природную красоту, которая привлекла первых поселенцев. Деревня состоит из спокойных, тихих улиц для комфортного проживания жителей, а также трёх деловых районов, в которых разместилось множество магазинов и небольших предприятий. В Уиннетке есть общественные пляжи, лодочный причал, многочисленные парки, спортивные площадки, крытый теннисный клуб, каток, поле для гольфа, арена для выступлений.

## Демография
По данным переписи населения 2000 года в Уиннетке проживали 12 419 человек, из них мужчин — 6020 (48,5 %), женщин — 6399 (51,5 %). Всего насчитывается 4310 жилых домов и 3433 семей.
Населяют деревню преимущественно белые, которые составляют 96,3 % от общего числа жителей (11 958 человек), азиатов — 302 человека (2,4 %), афроамериканцев — 31 человек (0,2 %), коренных американцев — 2 человека и др.
Распределение населения по возрасту:
- до 18 лет — 34,6 %
- от 18 до 24 — 3,4 %
- от 25 до 44 — 21,5 %
- от 45 до 64 — 27,6 %
- 65 лет и старше — 13,0 %

Средний доход на домохозяйство в 2007 году составлял — 195 879 долларов, средняя цена дома — 1 316 052 доллара.

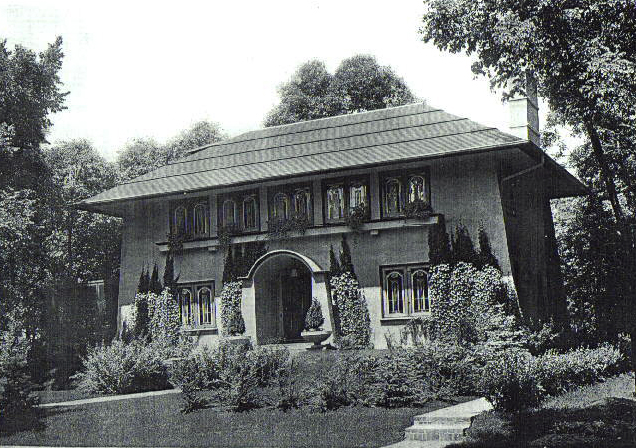
Резиденция Генри Шульца (архитектор Джордж Махер, 1907)

## Виннетка-план
Виннетка-план или Уиннетка-план (англ. Winnetka Plan) — система организации учебной работы в начальной школе, отличительной чертой которой являлось соединение индивидуального обучения учеников с такими формами коллективной работы как дебаты, диспуты, кружки, с целью расширения творческой деятельности ученика, эмоционального и социального развития. Создан этот план в 1919—1920 годах Карлтоном Уошберном — руководитель школ Уиннетки.
Эксперимент Уошберна прошёл успешно, его план получил широкую поддержку и привёл к изменениям в школьной программе на всей территории Соединенных Штатов.